# Alive She Cried
Alive She Cried – koncertowy album muzyczny amerykańskiej grupy The Doors. Tytuł płyty został zaczerpnięty z utworu „When the Music’s Over”. Na krążku znalazło się siedem utworów zarejestrowanych podczas koncertów The Doors w latach 1968–1970.

## Lista utworów
1. „Gloria” – 6:17
2. „Light My Fire” – 9:51
3. „You Make Me Real” – 3:06
4. „Texas Radio & The Big Beat” – 1:52
5. „Love Me Two Times” – 3:17
6. „Little Red Rooster(inne języki)” – 7:15
7. „Moonlight Drive(inne języki)” – 5:34